# Ogljikova skupina
Ogljikova skupina periodnega sistema elementov vsebuje ogljik (C), silicij (Si), germanij (Ge), kositer (Sn), svinec (Pb) in flerovij (Fl).
Ogljikova skupina se v sodobni notaciji IUPAC imenuje 14. skupina elementov. V starejših sistemih IUPAC in CAS se je imenovala IVB oziroma IVA skupina elementov. Na področju fizike polprevodnikov se še vedno imenuje IV. skupina.
Vsi elementi iz 14. skupine imajo na najbolj zunanjem energijskem nivoju po štiri elektrone, ki si jih v večini period med seboj delijo. Tendenca oddajanja elektronov narašča z velikostjo atoma, se pravi z naraščanjem atomskega števila. Ogljik je nekovina in tvori tudi negativne ione (v karbidih ima oksidacijsko stanje 4-). Silicij in germanij sta polkovini in lahko tvorita ione z oksidacijskim stanjem 4+. Kositer in svinec sta kovini, flerovij pa je sintetična radioaktivna kovina z zelo kratko življenjsko dobo. Kositer in svinec lahko tvorita ione tudi z oskidacijskim stanjem 2+.
Z vsemi elementi razen germanija in flerovija se v čisti obliki ali v spojinah srečujemo v vsakdanjem življenju. Njihova udeležba v zemeljski skorji (izjema je silicij) je precej skromna. Ogljik tvori zelo veliko število tako imenovanih organskih spojin, ki se nahajajo v rastlinah in živalih. Silicijev dioksid in silikatni minerali so osnovno gradivo zemeljski skorje.
Kositer in svinec sta kljub temu, da sta v naravi precej redka, v vsakdanjem življenju dokaj pogosta. Pojavljata se v zelo koncentriranih mineralnih depozitih, tako da je njuno pridobivanje enostavno. Uporabljata se kot čisti kovini ali v zlitinah.
Germanij tvori nekaj značilnih mineralov, ki v majhnih količinah spremljajo spremljajo cinkovo svetlico (cinkov sulfid, sfalerit) in premog. Germanij je kljub temu, da je eden od najredkejših elementov, zelo pomemben, predvsem kot polprevodnik.

## Zgodovina
Ogljik, kositer in svinec so elementi, katere so poleg žvepla, železa, bakra, živega srebra, srebra in zlata poznali že v antiki.
Ogljik je element, ki ga je odkril že pračlovek, ki je prvič uporabil oglje s svojega ognjišča. Sodobna kemija ogljika se je začela razvijati z uporabo goriv premoga, nafte in zemeljskega plina in razvojem organskih sintez. Obe področji sta se začeli intenzivno razvijati v 1800. letih.
Silicij v nečisti obliki so poznali že leta 1811, čisti amorfni elementarni silicij pa je prvi pridobil švedski kemik Jöns Jacob Berzelius leta 1824. Kristalinični elementarni silicij so pridobili šele leta 1854 z elektrolizo. Silicijev dioksid v kristalni obliki (kamena strela) so poznali že v preddinastičnem Egiptu, kjer so iz njega so izdelovali nakit in drobne okrasne predmete. Poznali so ga tudi Kitajci in verjetno mnogi drugi narodi. Izdelovanje stekla, ki vsebuje tudi silicijev dioksid, so poznali Egipčani že v zgodnjih 1500. letih pred našim štetjem in Feničani. Mnoge naravne silikate so uporabljali že najstarejši narodi za izdelavo raznih malt v gradbeništvu.
ZANIMIVOSTI:
Germanij je eden od treh elementov, katerega obstoj je leta 1871 predvidel ruski kemik Dimitrij Mendelejev, ko je objavil svoj prvi periodni sistem elementov. Odkrili so ga leta 1886 v enem od takrat odkritih mineralov.
Kositer so odkrili že v davni zgodovini. Izgleda, da so bron, zlitino kositra in bakra, uporabljali že v prazgodovini še preden so oba elementa izolirali v čisti obliki. Broni so bili poznani v zgodnji Mezopotamiji, dolini Inda, Egiptu, Kreti, Izraelu in Peruju. Večina kositra, ki so ga uporabili v Mezopotamiji, je izvirala z otočja Scilly in polotoka Cornwall na Britanskem otočju, kjer so ga kopali že v letih 300-200 pred n. št.. V Južni Ameriki so imeli Inki in Azteki rudnike kositra že pred prihodom Špancev.
Svinec se omenja že v zgodnjih bibličnih spisih. Babilonci so uporabljali svinčene plošče za pisanje. Rimljani so ga uporabljali za pisalne ploščice, vodovodne cevi, kovance in celo za kuhinjsko posodo. Posledice njegove rabe v kuhinji so bile zastrupitve, ki so jih prepoznali v času Julija Cezarja. Beli svinec ((PbCO3)2·Pb(OH)2) so uporabljali že okrog leta 200 pred n. št. kot dekorativen bel pigment.

## Lastnosti
Elementi iz ogljikove skupine imajo zelo različne kemijske in fizikalne lastnosti. Prvi element v skupini, ogljik, je nekovina, silicij in germanij sta polkovini, vsi naslednji elementi pa so kovine.

### Fizikalne lastnosti
Atomska masa, atomski polmer in ionski polmer z naraščajočim vrstnim številom rastejo. Po skupini raste tudi gostota. Najmanjši in podobni gostoti imata grafit (C) in silicij (približno 2,3 kg/m3), zatem pa gosotota raste do vrednosti 11,34 kg/dm3, ki jo ima svinec. Trdota po Mohsovi lestvici je zelo različna: najmehkejša sta kositer in svinec (1,5), najtrši pa diamant (10). Električne prevodnosti se gibljejo od skromnih 25,2 mS/m pri siliciju do 9,17 MS/m pri kositru. Prva ionizacijska energija po skupini pada od 11,26 eV pri ogljiku do 7,34 eV pri kositru. Svinec ima nekoliko višjo vrednost 7,42 eV. Elektronegativnost po skupini pada od 2,5 (ogljik) do 1,6 (svinec). Silicij z vrednostjo 1,7 rahlo odstopa od tega trenda.
Najpomembnejše fizikalne lastnosti elementov ogljikove skupine so zbrane v naslednji preglednici:
| Element  | Tališče (K) | Vrelišče (K) | Relativna atomska masa | Gostota (kg/m3) | Mohsova trdota | Električna prevodnost (S/m) | Elektronegativnost |
| -------- | ----------- | ------------ | ---------------------- | --------------- | -------------- | --------------------------- | ------------------ |
| Ogljik   | 3823        | 5100         | 12,011                 | 2250 do 3510    | 0,5 do 10,0    | 1 · 10−4 do 3 · 106         | 2,5                |
| Silicij  | 1683        | 2628         | 28,086                 | 2330            | 6,5            | 2,52 · 10−4                 | 1,7                |
| Germanij | 1211        | 3093         | 72,59                  | 5323            | 6              | 1,45                        | 2,0                |
| Kositer  | 505         | 2875         | 118,71                 | 7310            | 1,5            | 9,17 · 106                  | 1,96               |
| Svinec   | 601         | 2022         | 207,2                  | 11340           | 1,5            | 4,81 · 106                  | 1,6                |

### Elektronska konfiguracija
Splošna elektronska konfiguracija elementov ogljikove skupine je [X]ys2yp2, pri čemer je [X] elektronska konfiguracija žlahtnega plina iz prejšnje periode, y pa perioda elementa. Elementi od germanija dalje imajo tudi orbitalo (y−1)d10, od svinca dalje pa še orbitalo (y−2)f14.
Elementi imajo naslednje elektronske konfiguracije:
- ogljik: [He]2s22p2
- silicij: [Ne]3s23p2
- germanij: [Ar]3d104s24p2
- kositer: [Kr]4d105s25p2
- svinec: [Xe]4f145d106s26p2
- flerovij (izračunana): [Rn]5f146d107s27p2

Elementi imajo oksidacijska stanja 4+, 2+ in 4-.

### Kemijske reakcije
Zaradi zelo različnih lastnosti elementov ogljikove skupine je njihove kemijske reakcije težko posplošiti. V naslednjih reakcijah je X eden od elementov ogljikove skupine.
- Reakcija s kisikom:

Najpomembnejše so reakcije, v katerih nastanejo (IV) oskidi elementov:
X + O2 → XO2
Poleg (IV) oksidov tvorijo elementi tudi (II) okside, na primer
2C + O2 → 2CO
Stabilnost (II) oksidov z naraščajočim vrstnim številom narašča, stabilnost (IV) oksidov pa pada. Poleg čistih (II) in (IV) oksidov tvorijo elementi tudi subokside in mešane okside, na primer ogljikov suboksid C3O2 oziroma svinčev(II,IV) oksid Pb3O4(PbO2·PbO).
- Reakcija z vodikom (brez tvorbe verig, ni spontana):

X + 2H2 → XH4
- Reakcija z vodo:

X + H2O → reakcija ne poteče
Z vodo ne reagira noben element iz ogljikove skupine.
- Reakcija s halogeni, na primer s klorom:

X + 2Cl2 → XCl4
X + Cl2 → XCl2
Ogljik, silicij in germanij tvorijo samo tetrakloride, kositer tvori tetraklorid in diklorid, svinec pa samo diklorid.

### Tvorba verig
Posebnost 14. skupine elementov je, da lahko njihove spojine z vodikom tvorijo dolge verige s splošno furmulo XH3−(XH2)n−XH3. Vse vezi z vodikovimi atomi so kovalentne.
- Ogljikovodiki so zelo obsežna skupina spojin, ker je število ogljikovih atomov v spojini in s tem tudi dolžina verige skoraj neomejena. Ogljikovodiki lahko poleg enojnih vezi vsebujejo tudi dvojne in trojne vezi. Ogljikovodiki in njihovi derivati spadajo na področje organske kemije.
- Silani: silicij tvori spojine, ki so podobne alkanom, vendar je število vezi Si-Si omejeno na petnajst. Dvojne in trojne vezi so pri siliciju, pa tudi pri naslednjih elementih, nestabilne, zato silicij ne tvori stabilnih nenasičenih spojin.
- Germani: število vezi Ge-Ge je še manjše kot pri siliciju – največ devet.
- Stanani: pri kositru je možna samo ena vez Sn-Sn, zato sta poznani samo spojini SnH4 in SnH3−SnH3.
- Plumbani: svinec ne more tvoriti verig, zato je njegova edina poznana spojina PbH4. Druge spojine so neobstojne.

Poleg spojin z odprtimi verigami so možne tudi ciklične spojine s splošno formulo (XH2)n.

## Spojine
- (IV) oksidi, hidroksidi in kisline
  - Ogljikov dioksid je plin, ki z vodo tvori šibko ogljikovo kislino (H2CO3), ki je odgovorna za nekatere kraške pojave, nastajanje vodnega kamna in je sestavni del gaziranih mineralnih vod in osvežujočih napitkov.
  - Silicijev dioksid (SiO2) je pomembna surovina za izdelavo stekla.
  - Germanijev dioksid (GeO2) je podoben silicijevemu dioksidu, samo da ima kristalno strukturo rutila. Z vodo tvori germanijevo kislino (H4GeO4).
  - Kositrov dioksid (SnO2) kot mineral kasiterit je glavna kositrova ruda.
  - Svinčev dioksid PbO2 služi kot katoda svinčevih akumulatorjev.
- Spojine z vodikom so opisane v odstavku "Tvorba verig".
- Druge spojine
  - Ogljikov monoksid je strupen plin, ki nastaja pri nepopolnem zgorevanju goriv.
  - Silikoni so tridimenzionalne zamrežene spojine silicija in kisika, v katerih so na silicijevem atomu vezani organski ostanki, na primer metilne skupine −CH3.
  - Svinčev(II,IV) oksid Pb3O4 oziroma 2PbO·PbO2 (minij) se uporablja za izdelavo akumulatorjev, svinčevega stekla in antikorozijskih premazov za kovine.

## Nahajališča
Elementi ogljikove skupine sestavljajo 27,7% zemeljske skorje. Največji delež pripada siliciju (99,8%), ki je za kisikom drugi najbolj pogosti element v zemeljski skorji, preostalih 0,2% pa sestavljajo
- 99,1 % ogljik
- 0,94 % svinec
- 0,02 % kositer
- 0,01 % germanij.